# John Degenkolb
John Degenkolb (ur. 7 stycznia 1989 w Gerze) – niemiecki kolarz szosowy. Olimpijczyk (2012).

## Osiągnięcia
Opracowano na podstawie:

2005
- 3. miejsce w mistrzostwach Niemiec juniorów (jazda indywidualna na czas)

2006
- 3. miejsce w mistrzostwach Niemiec juniorów (jazda indywidualna na czas)
- 1. miejsce na etapie 1b Giro della Lunigiana

2007
- 1. miejsce na 2. etapie Junioren Driedaagse van Axel
- 1. miejsce w mistrzostwach Niemiec juniorów (jazda indywidualna na czas)
- 1. miejsce na 2. etapie Trofeo Karlsberg
- 1. miejsce na etapach 2a i 3. Ain'Ternational-Rhône Alpes-Valromey Tour
- 2. miejsce w mistrzostwach świata juniorów (jazda indywidualna na czas)

2008
- 2. miejsce w ZLM Tour
- 2. miejsce w Tour du Haut Anjou
- 1. miejsce na 2. etapie Thüringen Rundfahrt
- 3. miejsce w mistrzostwach świata U23 (start wspólny)

2009
- 3. miejsce w Ronde van Vlaanderen U23
- 3. miejsce w ZLM Tour
- 2. miejsce w mistrzostwach Niemiec U23 (start wspólny)
- 2. miejsce w mistrzostwach Niemiec U23 (jazda indywidualna na czas)

2010
- 2. miejsce w La Côte Picarde
- 1. miejsce na 4. i 5. etapie Tour de Bretagne
- 1. miejsce na 6. i 8. etapie Rás Tailteann
- 1. miejsce w mistrzostwach Niemiec U23 (start wspólny)
- 1. miejsce w Thüringen Rundfahrt U23
  - 1. miejsce na 3. etapie
- 1. miejsce na 4. etapie Tour Alsace
- 1. miejsce na 2. i 6. etapie Tour de l’Avenir
- 2. miejsce w mistrzostwach świata U23 (start wspólny)

2011
- 2. miejsce w Trofeo Cala Millor
- 1. miejsce na 2. etapie Volta ao Algarve
- 1. miejsce na 1. etapie Driedaagse van West-Vlaanderen
- 1. miejsce w Eschborn–Frankfurt
- 1. miejsce na 2. etapie Bayern Rundfahrt
- 1. miejsce na 2. i 4. etapie Critérium du Dauphiné
- 3. miejsce w mistrzostwach Niemiec (start wspólny)
- 2. miejsce w Münsterland Giro

2012
- 3. miejsce w Quatre Jours de Dunkerque
  - 1. miejsce w klasyfikacji młodzieżowej
  - 1. miejsce w klasyfikacji punktowej
  - 1. miejsce na 1. i 2. etapie
- 1. miejsce w Tour de Picardie
  - 1. miejsce w klasyfikacji punktowej
  - 1. miejsce na 1. i 3. etapie
- 1. miejsce na 7. etapie Tour de Pologne
- 1. miejsce na 2., 5., 7., 10. i 21. etapie Vuelta a España
- 1. miejsce w Grand Prix d’Isbergues
- 3. miejsce w Binche-Tournai-Binche
- 3. miejsce w Paryż-Bourges

2013
- 1. miejsce na 5. etapie Giro d’Italia
- 3. miejsce w mistrzostwach Niemiec (start wspólny)
- 1. miejsce w Vattenfall Cyclassics
- 2. miejsce w Brussels Cycling Classic
- 2. miejsce w Grand Prix d’Isbergues
- 2. miejsce w Tour de l’Eurométropole
  - 1. miejsce na 2. i 4. etapie
- 1. miejsce w Paryż-Bourges
- 1. miejsce w Paryż-Tours

2014
- 1. miejsce w klasyfikacji punktowej Étoile de Bessèges
- 1. miejsce w klasyfikacji punktowej Tour Méditerranéen
  - 1. miejsce na 1., 2. i 3. etapie
- 1. miejsce w klasyfikacji punktowej Paryż-Nicea
  - 1. miejsce na 3. etapie
- 1. miejsce w Gandawa-Wevelgem
- 2. miejsce w Paryż-Roubaix
- 2. miejsce w Eschborn–Frankfurt
- 2. miejsce w mistrzostwach Niemiec (start wspólny)
- 1. miejsce w klasyfikacji punktowej Vuelta a España
  - 1. miejsce na 4., 5., 12. i 17. etapie
- 2. miejsce w Münsterland Giro
- 2. miejsce w Binche-Chimay-Binche
- 1. miejsce w Paryż-Bourges

2015
- 2. miejsce w Dubai Tour
  - 1. miejsce na 3. etapie
- 1. miejsce w Mediolan-San Remo
- 1. miejsce w Paryż-Roubaix
- 1. miejsce w klasyfikacji punktowej Bayern Rundfahrt
  - 1. miejsce na 2. i 5. etapie
- 1. miejsce na 21. etapie Vuelta a España

2016
- 1. miejsce w klasyfikacji punktowej Arctic Race of Norway
- 2. miejsce w EuroEyes Cyclassics
- 1. miejsce w Münsterland Giro

2017
- 3. miejsce w Dubai Tour
  - 1. miejsce na 3. etapie
- 3. miejsce w Eschborn-Frankfurt
- 2. miejsce w Grosser Preis des Kantons Aargau
- 3. miejsce w mistrzostwach Niemiec (start wspólny)

2018
- 1. miejsce w Trofeo Campos
- 1. miejsce w Trofeo Palma
- 2. miejsce w mistrzostwach Niemiec (start wspólny)
- 1. miejsce na 9. etapie Tour de France
- 2. miejsce w Kampioenschap van Vlaanderen
- 2. miejsce w Münsterland Giro

2019
- 1. miejsce na 4. etapie Tour de La Provence
- 2. miejsce w Gandawa-Wevelgem
- 2. miejsce w Eschborn-Frankfurt
- 2. miejsce w Grand Prix d’Isbergues

2020
- 1. miejsce na 3. etapie Tour de Luxembourg

2021
- 3. miejsce w Ronde van Limburg
- 2. miejsce w Eschborn-Frankfurt

## Rankingi
| Rok              | 2009 | 2010 | 2011 | 2012 | 2013 | 2014 | 2015 | 2016 | 2017 | 2018 | 2019 | 2020 | 2021 | 2022 | 2023 | 2024 |
| ---------------- | ---- | ---- | ---- | ---- | ---- | ---- | ---- | ---- | ---- | ---- | ---- | ---- | ---- | ---- | ---- | ---- |
| UCI World Tour   |      |      | 118. |      | 41.  | 13.  | 12.  | 54.  | 36.  | 69.  |      |      |      |      |      |      |
| World Ranking    |      |      |      |      |      |      |      | 76.  | 38.  | 47.  | 82.  | 67.  | 104. | 359. | 153. | 409. |
| UCI Europe Tour  | 295. | 69.  |      | 1.   |      |      |      | 133. | 155. | 22.  | 68.  | 56.  | 88.  | 288. | -    | -    |
| UCI Asia Tour    | -    | -    |      | 163. |      |      |      | 394. | 47.  | 505. |      |      |      |      |      |      |
| UCI Oceania Tour | -    | 8.   |      | -    |      |      |      | -    | -    | -    |      |      |      |      |      |      |
|                  |      |      |      |      |      |      |      |      |      |      |      |      |      |      |      |      |
| Źródło: UCI      |      |      |      |      |      |      |      |      |      |      |      |      |      |      |      |      |